# Incorruptible
Incorruptible es el duodécimo álbum de estudio de la banda de thrash metal Iced Earth y tercero con Stu Block como cantante principal. El 16 de junio de 2017 fue lanzado.
Originalmente titulado The Judas Goat, posteriormente Jon Schaffer divulgó que se titularía Incorruptible. Respecto al anterior disco, Jake Dreyer reemplaza en las guitarras a Troy Seele, quien abandonó el grupo por motivos personales.
Además, es el primer disco grabado en los estudios propios de la banda, los cuales nacen a partir de una serie de edificios adquiridos durante 2016 por Jon Schaffer y que posteriormente se bautizaron como «Independence Hall».
El arte de tapa del disco fue dado a conocer el 7 de abril de 2017. Fue dibujado por David Newman-Stump de Skeleton Crew Tattoo  y Roy Young le dio color.
El disco fue publicado, además del formato tradicional, con una versión deluxe para Europa, versión de 3000 ejemplares del disco, artes extras y dos discos de vinilo de 10", y otra versión con 2 LP en distintos colores.

## Canciones
El disco no es conceptual como han sido otros previos de la banda, sino que son canciones individuales. En una nota, Schaffer aseguró que son 10 canciones las que compondrán el disco. Entre los títulos mencionó «Trail Of Tears», «Clear The Way», con temática dedicada a la brigada irlandesa en la batalla de Fredericksburg, «Black Flag», «Raven Wing», «Brother», «Seven-Headed Whore» y «The Great Heathen Army», la cual fue interpretada en vivo.
El listado de canciones se dio a conocer cuando se anunció que el disco saldría en junio de 2017.
| N.º   | Título                                | Letras       | Música       | Duración |  |
| 1.    | «Great Heathen Army»                  | Stu Block    | Jon Schaffer | 5:21     |  |
| 2.    | «Black Flag»                          |              |              | 4:56     |  |
| 3.    | «Raven Wing»                          | Jon Schaffer | Jon Schaffer | 6:25     |  |
| 4.    | «The Veil»                            |              |              | 4:47     |  |
| 5.    | «Seven Headed Whore»                  | Jon Schaffer | Jon Schaffer | 3:00     |  |
| 6.    | «The Relic (Part 1)»                  |              |              | 4:59     |  |
| 7.    | «Ghost Dance (Awaken The Ancestors)»  |              |              | 6:35     |  |
| 8.    | «Brothers»                            |              |              | 4:45     |  |
| 9.    | «Defiance»                            |              |              | 4:08     |  |
| 10.   | «Clear The Way (December 13th, 1862)» |              |              | 9:30     |  |
| 54:26 |                                       |              |              |          |  |

## Artistas
- Jon Schaffer, guitarra rítmica.
- Stu Block, voces.
- Luke Appleton, bajo.
- Jake Dreyer, guitarra principal.
- Brent Smedley, batería y percusión.[9]